# كأس النرويج 1926
كأس النرويج 1926 (بالنرويجية: Norgesmesterskapet i fotball for menn 1926)‏ هو الموسم 25 من كأس النرويج. أشرف على تنظيمه اتحاد النرويج لكرة القدم، وكان عدد الأندية المشاركة فيه 110، وفاز فيه نادي أود.